# Поярковский сельсовет
Поя́рковский сельсове́т — сельское поселение в Михайловском районе Амурской области.
Административный центр — село Поярково.

## История
Поярковский сельсовет образован в 1918 году.
11 июля 2005 года в соответствии с Законом Амурской области № 30-ОЗ муниципальное образование наделено статусом сельского поселения.

## Население
| 2002  | 2010  | 2011  | 2012  | 2013  | 2014  | 2015  |
| ----- | ----- | ----- | ----- | ----- | ----- | ----- |
| 7283  | ↘6952 | ↗6954 | ↗6974 | ↗7057 | ↘7023 | ↘6965 |
| 2016  | 2017  | 2018  | 2021  |       |       |       |
| ↗6985 | ↘6950 | ↘6836 | ↘6726 |       |       |       |

## Состав сельского поселения
| № | Населённый пункт | Тип населённого пункта       | Население |
| - | ---------------- | ---------------------------- | --------- |
| 1 | Поярково         | село, административный центр | ↘6726     |